# Валеріо Кассані
Валеріо Кассані (італ. Valerio Cassani, нар. 28 лютого 1922, Єраго-кон-Ораго — пом. 23 лютого 1995, Варезе) — італійський футболіст, що грав на позиції півзахисника.
Виступав, зокрема, за клуби «Барі» та «Дженоа», а також національну збірну Італії.

## Клубна кар'єра
Народився 28 лютого 1922 року в місті Єраго-кон-Ораго. Вихованець футбольної школи клубу «Мілан». Дорослу футбольну кар'єру розпочав 1939 року в основній команді того ж клубу, де йому так і не вдалося дебютувати за першу команду.
1940 року Кассані перейшов до «Падови», в складі якої за два сезони в Серії В забив 29 голів. Після цього бомбардир став гравцем «Аталанти», дебютуючи у її складі в Серії А.
1946 року Валеріо став гравцем «Модени», з якою він займає 3 і 5 місця в Серії А. Наступний рік Кассані проводить в стані «Ліворно», але сезон виявляється невдалим, і його команда потрапляє до Серії В. Наступний ігровий досвід отримує в «Барі», так само не позитивний, оскільки за два роки його клуб вилетів із Серії А в Серію С.
1952 року уклав контракт з клубом «Дженоа», у складі якого провів наступні два роки своєї кар'єри гравця. З генуезцями вийшов в Серію А, але в наступному сезоні не взяв участі в жодному матчі команди.
Завершив професійну ігрову кар'єру у клубі «Кавезе» в IV Серії, за який виступав протягом сезону 1954/55 років.
Помер 23 лютого 1995 року на 73-му році життя.

## Виступи за збірну
1948 року у складі національної збірної Італії був учасником футбольного турніру на Олімпійських іграх 1948 року у Лондоні, де зіграв у двох матчах. Більше за італійську збірну не грав.
| Дата       | Місто     | Господарі | Результат | Гості  | Турнір  | Голи | Примітки |
| ---------- | --------- | --------- | --------- | ------ | ------- | ---- | -------- |
| 02/08/1948 | Брентфорд | США       | 0 – 9     | Італія | ОІ 1948 | -    |          |
| 05/08/1948 | Лондон    | Данія     | 5 – 3     | Італія | ОІ 1948 | -    |          |
| Усього     |           | Матчів    | 2         |        | Голів   | 0    |          |